# Волока (футбольный клуб)
«Волока» (укр. «Волока») — украинский любительский футбольный клуб из с. Волока (Глыбокский район Черновицкой области), основан в 2007 году. Участник любительских соревнований, как областных так и всеукраинских. В клубе периодически выступают ряд известных буковинских футболистов.

## История
Самым успешным годом для команды из села Волока есть 2015, в котором они впервые стали чемпионами Черновицкой области и могли стать обладателями Кубка Украины среди любителей, потому что вскоре должны были встретиться в финальных матчах против уже чиного чемпиона Украины среди любителей — ФК «Балканы» из села Заря, Одесской области. Но в связи с участием в полуфинальном матче не заявленного игрока ФК «Волока» снята с соревнований из-за нарушения регламента. А также их ожидал поединок за Суперкубок Черновицкой области против команды «Маяк» (с. Великий Кучуров), которую кстати тренировал титулованный футболист и первый капитан в истории сборной Украины Юрий Шелепницкий. И этот поединок выиграла именно команда из села Волока. В 2016 году принимали участие в чемпионате Украины среди любителей. Также выступают в «Буковинской Лиге Чемпионов» (Лига чемпионов районов Черновицкой области). В течение зимнего межсезонья участвует в чемпионате Черновцов по футзалу и в областных мини-футбольных соревнованиях. Также 2016 и 2019 году команда за один сезон выигрывала все внутренние областные трофеи.

## Достижения
| Любительский кубок Украины - Полуфиналист (1): 2015 Чемпионат Черновицкой области - Чемпион (3): 2015, 2016, 2019 - Серебряный призер (3): 2011, 2017, 2022/23 Кубок Черновицкой области - Обладатель (4): 2016, 2017, 2019, 2022/23 Суперкубок Черновицкой области - Обладатель (4): 2015, 2016, 2017, 2019 «Буковинская Лига Чемпионов» (Лига чемпионов районов Черновицкой области) - Победитель (1): 2018 - Финалист (1): 2019 | Чемпионат г. Черновцы - Чемпион (3): 2018, 2019, 2021 Кубок г. Черновцы - Обладатель (1): 2019 Кубок Черновицкой области - Обладатель (1): 2019 |  |

## Персоналии
| \| Период \| Имя \| \| --------- \| ---------------------------- \| \| 2014—2016 \| Юрий Рудольфович Крафт[укр.] \| \| 2016—2017 \| Николай Георгиевич Головачук \| \| 2017—2018 \| Сергей Васильевич Янчик \| \| 2019—2020 \| Руслан Иванович Гунчак \| \| 2021—2023 \| Андрей Михайлович Лахнюк \| | - Александр Степанов - Степан Маковийчук - Руслан Гунчак - Сергей Ильин - Руслан Ивашко - Максим Илюк - Владимир Найко |
| Период | Имя |
| 2014—2016 | Юрий Рудольфович Крафт                                                                                                 |
| 2016—2017 | Николай Георгиевич Головачук                                                                                           |
| 2017—2018 | Сергей Васильевич Янчик                                                                                                |
| 2019—2020 | Руслан Иванович Гунчак                                                                                                 |
| 2021—2023 | Андрей Михайлович Лахнюк                                                                                               |